# Voyage aux îles de la Désolation
 Voyage aux îles de la Désolation est une bande dessinée de reportage d'Emmanuel Lepage retraçant son voyage dans les Terres australes et antarctiques françaises (TAAF) en mars et avril 2010 à bord du navire Marion Dufresne avec l'équipage ainsi que le personnel scientifique et technique. L'ouvrage paraît en mars 2011 chez l'éditeur Futuropolis.

## Synopsis
François Lepage, photographe, a pour mission de réaliser avec la journaliste Caroline Britz un reportage dans les Terres australes et antarctiques françaises sur le ravitaillement des îles. Il propose à son frère Emmanuel de l'accompagner. Le dessinateur rejoint les équipes à Saint-Denis de La Réunion en mars 2010 pour un circuit de six semaines comprenant l'Île Tromelin, les îles Crozet, les îles Kerguelen, l'île Saint-Paul et l'île Amsterdam. L'artiste croque le portrait de membres de la mission, évoque l'histoire des lieux, comme le destin de Kerguelen de Trémarec, et les enjeux de la présence humaine dans ces terres inhospitalières.

## Genèse de l'œuvre

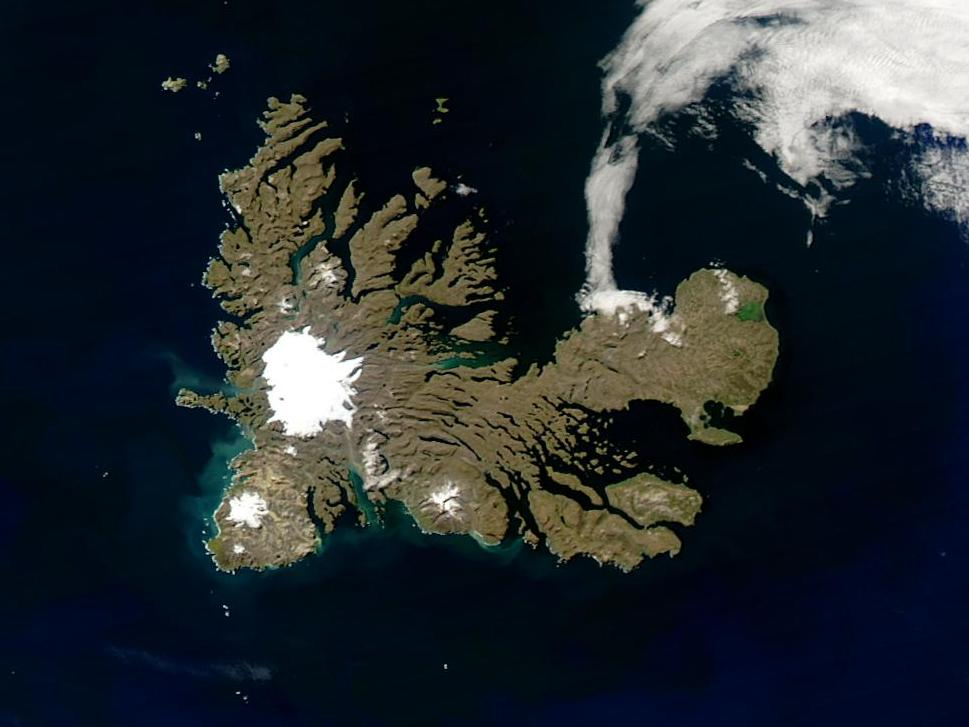
Vue satellite des îles Kerguelen.

Emmanuel Lepage est un auteur de bande dessinée né en 1966 et originaire de Saint-Brieuc ; ses premiers albums sont publiés en 1987. Après un séjour en Amérique, il a livré plusieurs carnets de voyage, Brésil et América, en 2003, sur des textes de Nicolas Michel, ainsi que Les voyages d'Anna. Nourri de récits de voyage, Lepage souhaite contempler de ses yeux ces terres lointaines. Font partie du voyage la journaliste Caroline Britz, chargée d'écrire un reportage pour Le Marin avec François Lepage, photographe. La journaliste est à l'origine du projet. Le dessinateur effectue sur place environ 150 croquis et, à l'inverse des habitudes dans la création d'une bande dessinée (le scénario est écrit avant la mise en images), articule le scénario autour de ces travaux.

## Choix artistiques
Le livre, qui s'apparente à un carnet de bord ou un carnet de voyage,, comporte des cases en lavis noir et blanc ainsi que d'autres en couleurs, composées de croquis, de gouaches et d'aquarelles représentant les paysages et les animaux. Le noir et blanc correspond à la narration, par contraste avec les dessins réalisés sur place. L'auteur emploie des vues rapprochées pour témoigner de la complicité dans les relations humaines ainsi que des vues panoramiques (double pleine page) sur les paysages,. L'artiste « transmet la valeur scientifique, écologique et humaine qui émane des lieux », mettant en scène les conditions extrêmes du travail et les aléas de l'approvisionnement, les effets du réchauffement climatique, les conséquences de la présence humaine, les espèces locales. Lepage rend compte de ses difficultés à dessiner sur le vif dans un environnement peu favorable à l'homme. L'ouvrage comporte une dimension didactique : il retrace l'histoire de la présence humaine dans ces îles ainsi que le travail du personnel technique et scientifique,.
Cet album témoigne également du tournant graphique dans la carrière de Lepage qui, en raison d'une gêne chronique à la main, a changé ses techniques, ses outils et ses postures pour dessiner, problème qu'il évoque dans Un printemps à Tchernobyl (publié en 2013).

## Accueil critique
L'ouvrage attire des chroniques contrastées : bien accueilli sur BoDoï, Planète BD et par d'autres chroniqueurs,, il divise les rédacteurs d'Actua BD,,. Lepage fait état d'incompréhensions : les amateurs de bande dessinée trouvent l'ouvrage d'un abord difficile, alors que les marins et le personnel des TAAF trouvent que l'album est un reflet fidèle de leur quotidien.

## Postérité
Tandis qu'Emmanuel Lepage crée Voyages aux îles de la Désolation, François Lepage élabore avec Caroline Britz le recueil Marion Dufresne, ravitailleur du bout du monde (Marines Éditions). Leurs travaux font l'objet d'expositions,.
Par la suite, Emmanuel entreprend une autre bande dessinée documentaire : Un printemps à Tchernobyl en 2014. Yves Frenot, directeur de l'Institut Polaire Français, ayant apprécié le Voyage aux îles de la Désolation, propose en 2012 à Emmanuel Lepage de s'embarquer pour la Terre Adélie avec son frère François pour renouveler l'expérience de reportage dessiné dans les TAAF. Cette mission est racontée dans l'album La Lune est blanche.

#### Chroniques
- David Taugis, « Voyage aux îles de la désolation - Par Emmanuel Lepage - Futuropolis », sur Actua BD, 16 juillet 2011.
- Nicolas Anspach, « Voyage aux Îles de la Désolation - Par Emmanuel Lepage - Futuropolis », sur Actua BD, 27 août 2011.
- Benoît Cassel, « Voyage aux îles de la Désolation », sur Planète BD, 26 avril 2011.
- Antoine Hudin, « Voyage aux îles de la Désolation », sur auracan, 13 avril 2011.
- David Barroux, « Le voyage aux îles de la Désolation », sur blogs.lesechos.fr/echosbd, 30 juin 2011.

#### Interviews
- Emmanuel Lepage (int.) et Laurence Le Saux, « Les planches australes d'Emmanuel Lepage », sur Télérama, 27 mars 2011.
- Emmanuel Lepage (int.) et Nicolas Anspach, « Emmanuel Lepage (Voyage aux Îles de la désolation) : "Envisager le fait de ne plus pouvoir dessiner m’était insupportable !" », sur Actua BD, 23 décembre 2011.
- Emmanuel Lepage (int.) et Laurence Le Saux, « Emmanuel Lepage, le matelot du bout du monde », sur BoDoï, 11 avril 2011.